# Elçin Ali
Elçin Ali (ur. 26 kwietnia 1990) – turecki zapaśnik startujący w stylu klasycznym. Zajął czternaste miejsce na mistrzostwach Europy w 2018. Srebrny medalista igrzysk śródziemnomorskich w 2018 roku.